# Нойштадт/Гарц
Нойштадт/Гарц (нім. Neustadt/Harz) — громада в Німеччині, розташована в землі Тюрингія. Входить до складу району Нордгаузен. Складова частина об'єднання громад Гонштайн/Зюдгарц.
Площа — 11,46 км2. Населення становить Невірний параметр metadata 16 062 036 ос. (станом на 31 грудня 2021).

## Галерея

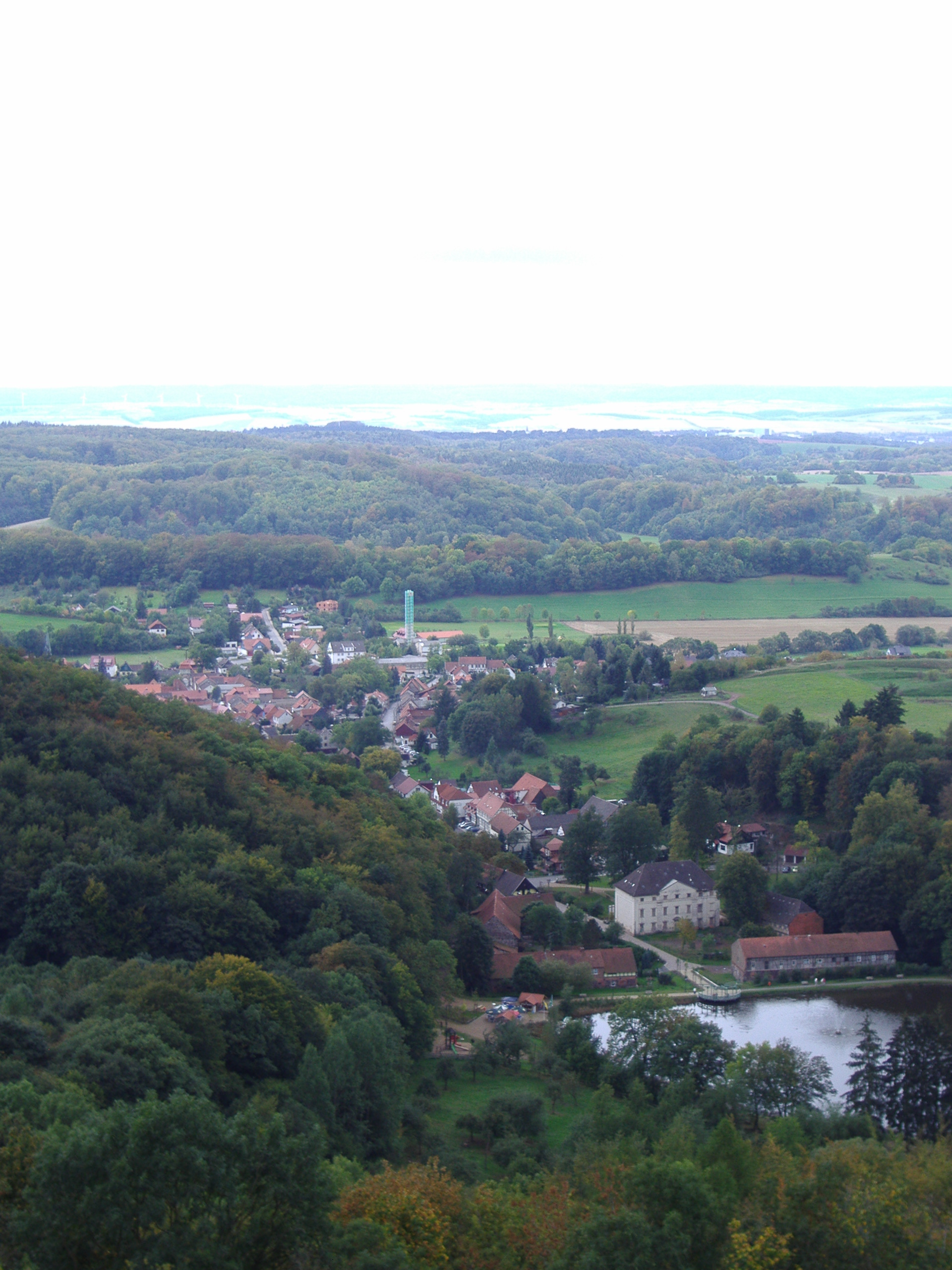
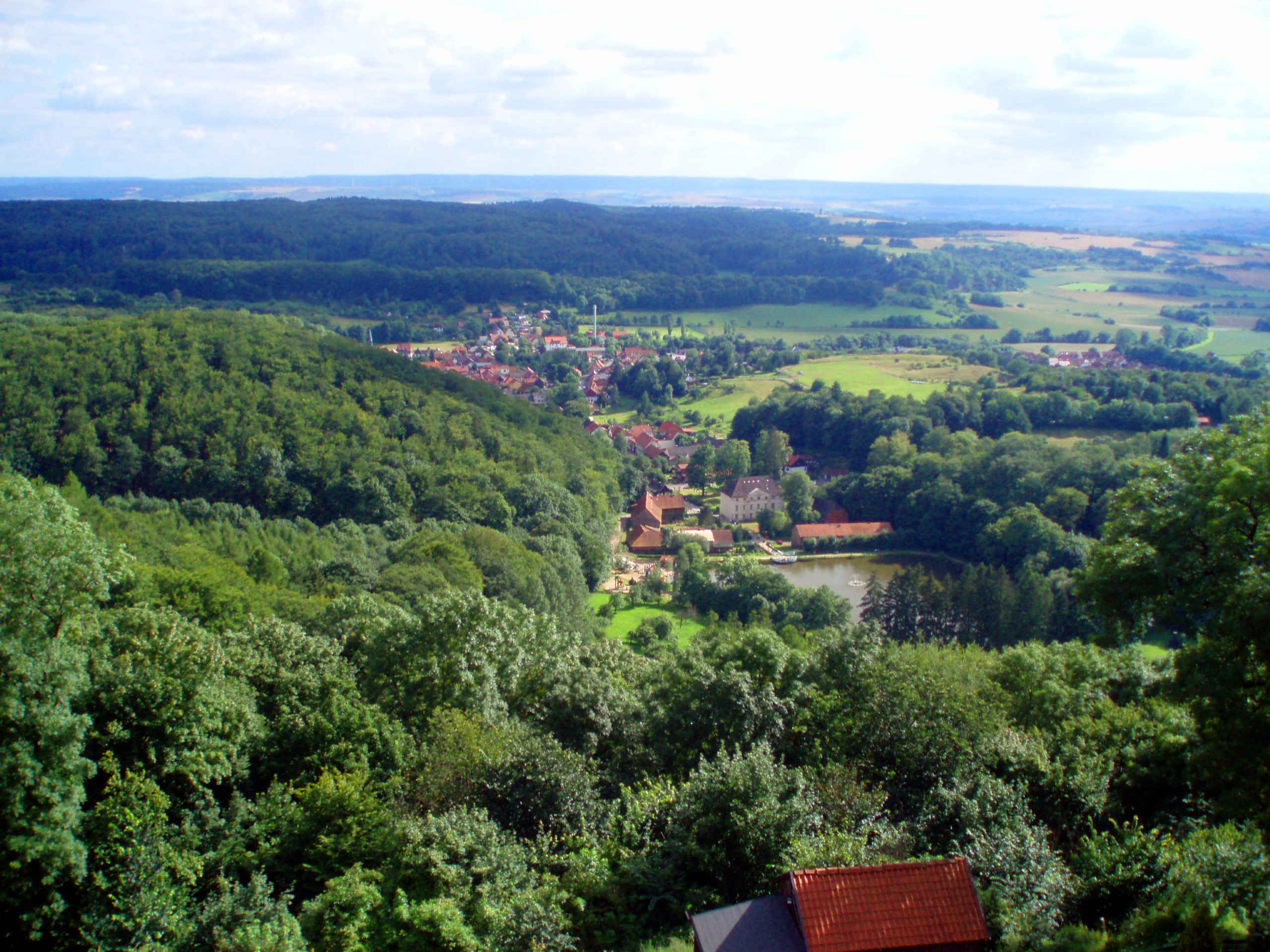
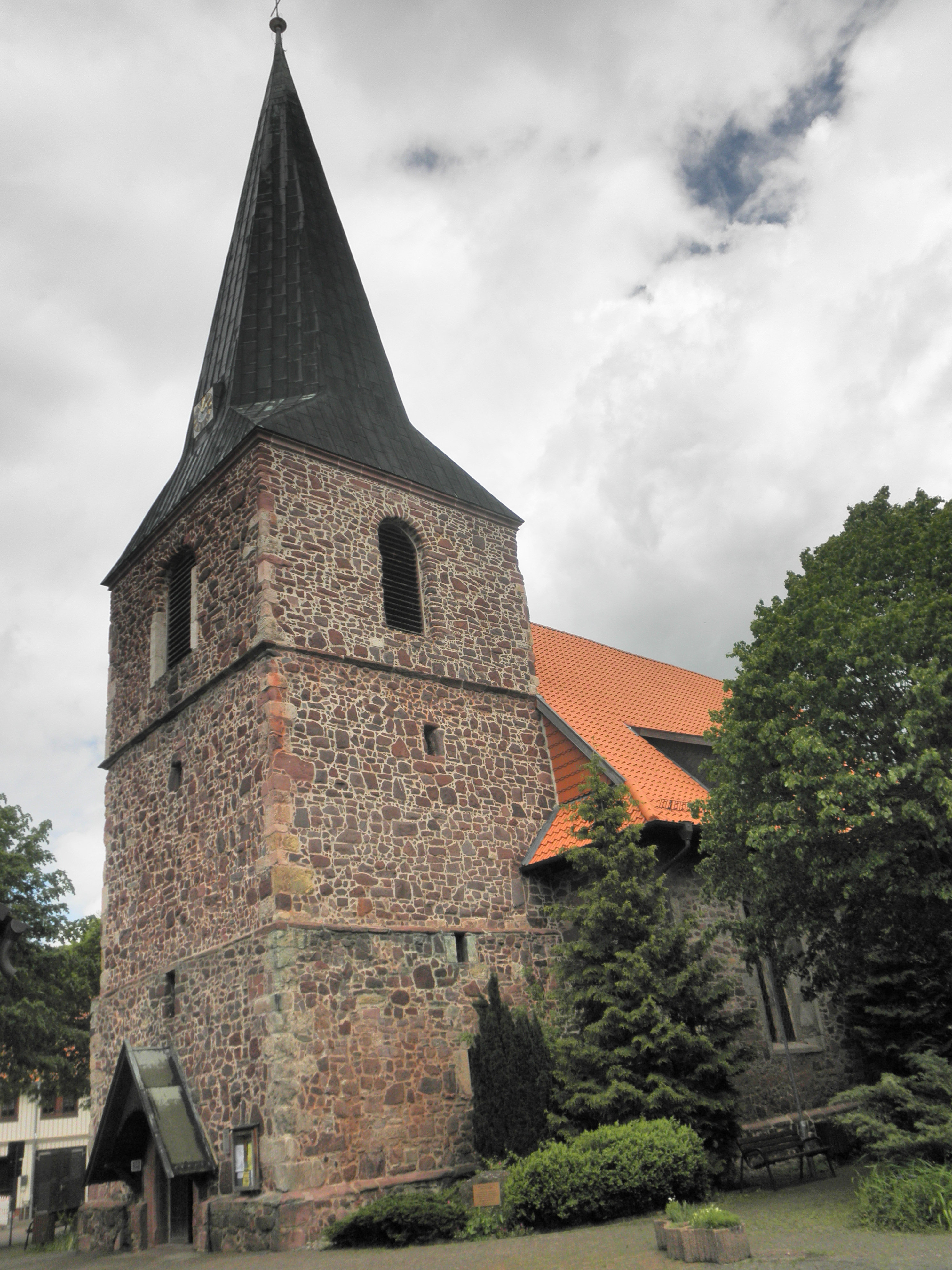
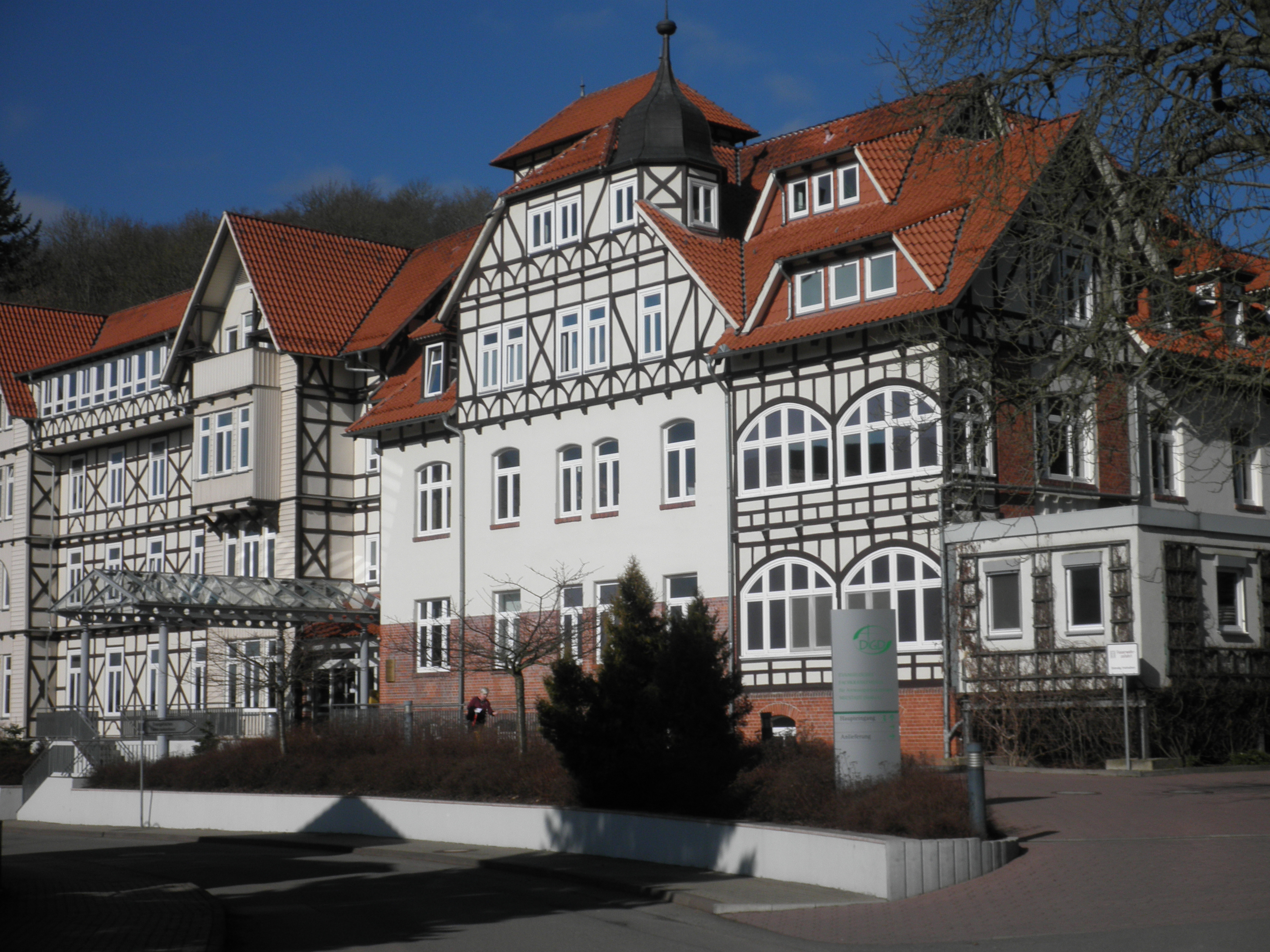